# Lijst van voetbalinterlands Griekenland - Tsjecho-Slowakije
Deze lijst van voetbalinterlands is een overzicht van alle officiële voetbalwedstrijden tussen de nationale teams van Griekenland en Tsjecho-Slowakije. De landen speelden vijf keer tegen elkaar. Het eerste duel betrof een vriendschappelijke wedstrijd, die werd gespeeld op 23 maart 1977 in Praag. De laatste ontmoeting, eveneens een vriendschappelijke wedstrijd, vond plaats in Athene op 5 september 1984.

## Wedstrijden
| № | Datum        | Plaats           | Competitie        | Wedstrijd                       | Uitslag |
| - | ------------ | ---------------- | ----------------- | ------------------------------- | ------- |
| 1 | Praag        | 23 maart 1977    | Vriendschappelijk | Tsjecho-Slowakije – Griekenland | 4 – 0   |
| 2 | Thessaloniki | 22 maart 1978    | Vriendschappelijk | Griekenland – Tsjecho-Slowakije | 0 – 1   |
| 3 | Rome         | 14 juni 1980     | EK 1980           | Griekenland – Tsjecho-Slowakije | 1 – 3   |
| 4 | Praag        | 24 maart 1982    | Vriendschappelijk | Tsjecho-Slowakije – Griekenland | 2 – 1   |
| 5 | Athene       | 5 september 1984 | Vriendschappelijk | Griekenland – Tsjecho-Slowakije | 0 – 1   |

## Samenvatting
| Competitie        | Totaal gespeeld | Winst Griekenland | Gelijk | Winst Tsjecho-Slowakije | Doelsaldo Griekenland – Tsjecho-Slowakije |
| ----------------- | --------------- | ----------------- | ------ | ----------------------- | ----------------------------------------- |
| EK-eindronde      | 1               | 0                 | 0      | 1                       | 1 − 3                                     |
| Vriendschappelijk | 4               | 0                 | 0      | 4                       | 1 − 8                                     |
| Totaal            | 5               | 0                 | 0      | 5                       | 2 − 11                                    |